# Peleton

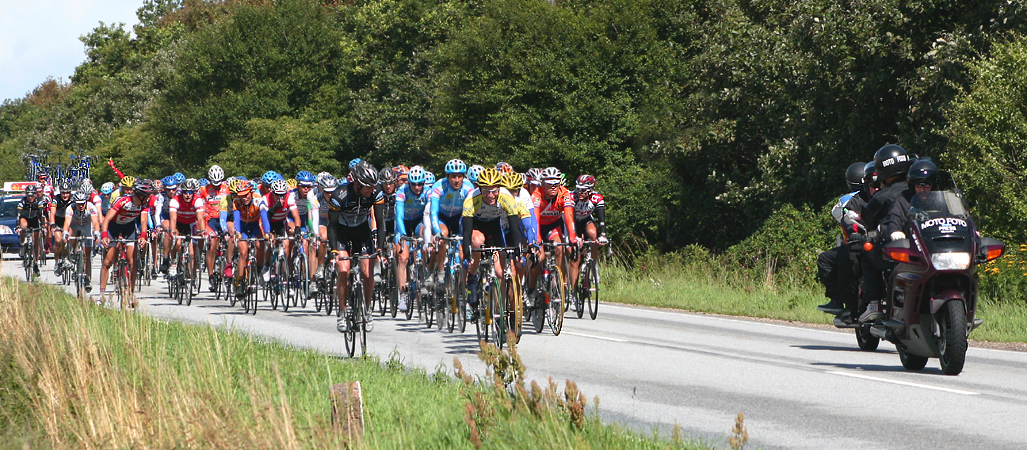
Peleton na wyścigu kolarskim w Danii

Peleton (od fr. peloton – kłębek, gromada) – w kolarstwie główna, najliczniejsza grupa kolarzy, najczęściej umiejscowiona pomiędzy wyprzedzającymi ją zawodnikami z ucieczki a zawodnikami niewytrzymującymi tempa grupy zasadniczej.
Jazda w peletonie wymaga mniejszego wysiłku od jazdy w pojedynkę. Związane jest to z oporem powietrza, będącym największym oporem w czasie jazdy. Opór powietrza zależy od kwadratu prędkości, czyli wraz z liniowym wzrostem prędkości opór rośnie kwadratowo, oznacza to np. czterokrotnie większy opór powietrza przy dwukrotnym wzroście prędkości. Jazda w peletonie, w swoistym "tunelu powietrznym", jest preferowana przez zawodników.